# Maher Hammam
Maher Hammam (ar. ماهر همام; ur. 3 października 1956) – egipski piłkarz grający na pozycji środkowego obrońcy. W swojej karierze grał w reprezentacji Egiptu.

## Kariera klubowa
Całą swoją karierę piłkarską Hammam spędził w klubie Al-Ahly Kair. Zadebiutował w nim w 1975 roku i grał w nim do 1986 roku. Wywalczył z nim osiem tytułów mistrza Egiptu w sezonach 1975/1976, 1976/1977, 1978/1979, 1979/1980, 1980/1981, 1981/1982, 1984/1985 i 1985/1986 oraz dwa wicemistrzostwa w sezonach 1977/1978 i 1983/1984. Zdobył też pięć Pucharów Egiptu w sezonach 1977/1978, 1980/1981, 1982/1983, 1983/1984 i 1984/1985, a także Puchar Mistrzów w 1982 i trzy Puchary Zdobywców Pucharów w latach 1984, 1985 i 1986.

## Kariera reprezentacyjna
W reprezentacji Egiptu Hammam zadebiutował w 1977 roku. W 1980 roku powołano go do kadry na Puchar Narodów Afryki 1980. Na tym turnieju rozegrał pięć meczów: grupowe z Wybrzeżem Kości Słoniowej (2:1), w którym strzelił gola, z Tanzanią (2:1) i z Nigerią (0:1), półfinałowy z Algierią (2:2, k. 2:4) oraz o 3. miejsce z Marokiem (0:2). Z Egiptem zajął 4. miejsce w tym turnieju. W kadrze narodowej grał do 1984 roku.